# Schwäbische Bäderstraße
Die Schwäbische Bäderstraße war eine Ferienstraße in Süddeutschland, die neun Heilbäder und Kurorte verbindet. Sie verläuft von Überlingen am Bodensee durch die Region Oberschwaben in Süd-Württemberg bis ins Allgäu in Bayerisch-Schwaben.
Die rund 180 Kilometer lange Schwäbische Bäderstraße führte auf braunen Wegweisern als Symbol einen Kirchturm mit barockem Zwiebeldach mit einer Wasserwelle auf der rechten Seite.
2023 wurde beschlossen, das Projekt einzustellen.

## Route
Die Route verlief von Überlingen am Bodensee über Bad Saulgau im Landkreis Sigmaringen, Bad Buchau und Bad Schussenried im Landkreis Biberach, Aulendorf, Bad Waldsee und Bad Wurzach im Landkreis Ravensburg sowie Bad Grönenbach nach Bad Wörishofen im Landkreis Unterallgäu.

## Schwäbischer Bäderradweg

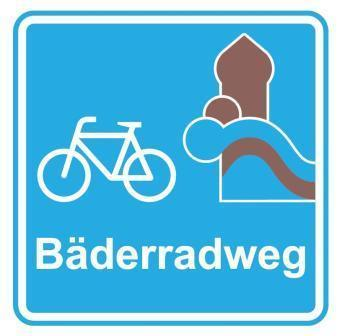
Logo des Bäderradwegs

Seit 2009 verband der 250 Kilometer lange Bäderradweg die neun Heilbäder und Kurorte. Er wurde von den beteiligten Gemeinden und dem Allgemeinen Deutschen Fahrradclub (ADFC) im Jahr 2014 durchgängig und in beide Richtungen beschildert. Mit Einstellung der Bäderstraße wurde auch der Radweg aufgegeben und die Beschilderung zurückgebaut.
| Etappe | Länge [ km ] | Höchster Punkt [ m ü NN ] | Tiefster Punkt [ m ü NN ] | Höhenmeter hinauf [ + m] | Höhenmeter hinab [ - m ] | Orte |
| 1      | 069,5        | 689                       | 394                       | 851                      | 664                      | Überlingen – Nussdorf – Uhldingen-Mühlhofen – Salem – Deggenhausertal – Wilhelmsdorf – Riedhausen – Bolstern – Sießen – Bad Saulgau                                                                                                   |
| 2      | 035,3        | 642                       | 644                       | 341                      | 358                      | Bad Saulgau – Braunenweiler – Bad Buchau – Federseeried – Oggelshausen – Steinhausen – Bad Schussenried – Otterswang – Aulendorf |
| 3      | 049,1        | 700                       | 540                       | 567                      | 489                      | Aulendorf – Tannweiler – Untermöllenbronn – Reute – Bad Waldsee – Bergatreute – Wolfegg – Weitprechts – Ziegelbach – Bad Wurzach |
| 4      | 042,0        | 731                       | 602                       | 581                      | 535                      | Bad Wurzach – Diepoldshofen – Reichenhofen – Leutkirch im Allgäu – Lautrach – Illerbeuren – Wagsberg – Unterbinnwang – Oberbinnwang – Bad Grönenbach                                                                                  |
| 5      | 053,7        | 739                       | 620                       | 390                      | 463                      | Bad Grönenbach – Wolfertschwenden – Niederdorf – Dietratried – Hetzlinshofen – Herbishofen – Moosbach – Ottobeuren – Frechenrieden – Gottenau – Lannenberg – Vorderbuchenbrunn – Köngetried – Dirlewang – Altensteig – Bad Wörishofen |
| gesamt | 249,6        | 739                       | 394                       | 2.871                    | 2.648                    | |